# Brian Routh

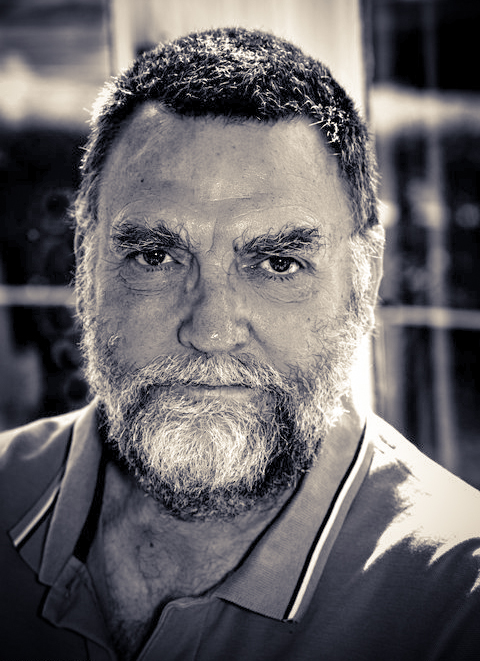
Brian Routh, Foto: Patricia Routh

Brian Routh (* 9. März 1948 in Gateshead, County Durham; † 3. August 2018) war ein britischer Performancekünstler, Klangkünstler und Schauspieler.

## Leben und Werk
Brian Routh wurde in eine Arbeiterfamilie hineingeboren und machte 1963 den Schulabschluss an der Bifron's Secondary Modern School in Greater London. Während seines Studiums an der East 15 Acting School lernte er Martin von Haselberg kennen. Zusammen gründeten sie das Performanceduo The Kipper Kids und den fiktiven Charakter Harry und Harry Kipper. Brian Routh war als Klangkünstler tätig.
Brian Routh war von 1975 bis 1981 mit der Medienkünstlerin Nina Sobell verheiratet. Als Gastdozent am San Francisco Art Institute traf er Karen Finley, mit der er von 1981 bis 1987 verheiratet war. 2012 heiratete Routh Patricia Routh (geborene Wells).

## Filmografie
- 1977–1978: Chuck Barris Rah-Rah Show
- 1979: Dress Rehearsal-Werner Schroeter
- 1980: Forbidden Zone
- 1981: No Holds Barre
- 1981: Theatre In Trance - Rainer Werner Fassbinder
- 1988: K.O. Kippers
- 1988: Mondo Beyondo
- 1988: UHF
- 1989: Moonlighting
- 1990: Mum's Magic Mulch
- 1991: Spirit of '76
- 1991: The Addams Family